# Мани-Крик (тауншип, Миннесота)
Мани-Крик (англ. Money Creek) — тауншип в округе Хьюстон, Миннесота, США. На 2000 год его население составило 547 человек.

## География
По данным Бюро переписи населения США площадь тауншипа составляет 92,6 км², из которых 92,2 км² занимает суша, а 0,4 км² — вода (0,45 %).

## Демография
По данным переписи населения 2000 года здесь находились 547 человек, 203 домохозяйства и 159 семей.  Плотность населения —  5,9 чел./км².  На территории тауншипа расположено 225 построек со средней плотностью 2,4 построек на один квадратный километр. Расовый состав населения: 99,63 % белых, 0,18 % афроамериканцев и 0,18 % коренных американцев. Испанцы или латиноамериканцы любой расы составляли 1,10 % от популяции тауншипа.
Из 203 домохозяйств в 35,0 % воспитывались дети до 18 лет, в 67,5 % проживали супружеские пары, в 5,4 % проживали незамужние женщины и в 21,2 % домохозяйств проживали несемейные люди. 15,8 % домохозяйств состояли из одного человека, при том 2,5 % из — одиноких пожилых людей старше 65 лет. Средний размер домохозяйства — 2,69, а семьи — 2,99 человека.
27,4 % населения — младше 18 лет, 6,2 % — в возрасте от 18 до 24 лет, 32,2 % — от 25 до 44, 24,7 % — от 45 до 64, и 9,5 % — старше 65 лет. Средний возраст — 38 лет. На каждые 100 женщин приходилось 109,6 мужчин.  На каждые 100 женщин старше 18 приходилось 106,8 мужчин.
Средний годовой доход домохозяйства составлял 37 625 долларов, а средний годовой доход семьи —  41 000 долларов. Средний доход мужчин —  30 707  долларов, в то время как у женщин — 21 917. Доход на душу населения составил 15 632 доллара. За чертой бедности находились 6,6 % семей и 8,6 % всего населения тауншипа, из которых 12,8 % младше 18 и 9,1 % старше 65 лет.